# Armas J. Pulla
Armas Josef Pulla, född 29 mars 1904 i Viborg, död 14 december 1981 i Helsingfors, var en finländsk författare och reklamman. 
Pulla var 1925–1933 reklamchef vid förlagsaktiebolaget Kirja och 1933–1964 anställd vid reklambyrån Erva-Latvala Oy, från 1948 som biträdande direktör och chefredaktör för SOK:s kundtidning Kauppa ja Koti 1964–1969. Han var en produktiv författare, till en början mest känd för sina ungdoms- och äventyrsböcker samt för sina romaner i den humoristiska genren, bland vilka särskilt märks de som handlar om ödemarkskrigarna Ryhmys och Romppainens äventyr under Finlands senaste krig (flera av dessa böcker utkom under kriget i svensk översättning av Harald Jernström). Pulla utgav även ett antal kulturhistoriska arbeten, där han behandlade bland annat Frankrike och franska förhållanden; vidare skrev han bland annat essäer, kåserier och gastronomiska guider.